# Alberto Rusiñol
Alberto Rusiñol y Prats (Barcelona, 7 de agosto de 1862-Barcelona, 13 de marzo de 1928) fue un empresario y político español. Elegido diputado y senador en Cortes en varias ocasiones, a lo largo de su vida también desarrolló una activa carrera en el mundo de los negocios. Llegó a ejercer como presidente de Fomento del Trabajo Nacional.

## Biografía
Nacido en Barcelona el 7 de agosto de 1862, en el seno de una familia acomodada. Mientras que su hermano Santiago se dedicó plenamente a la pintura y a la escritura, Albert se encargó de la gestión de las empresas familiares, la hilatura Rusiñol Hermanos de Manlleu. 
Fundó la Asociación de Fabricantes del Ter. En las elecciones de 1893 obtuvo acta de diputado por Vich, dentro de las listas del Partido Liberal. Entre 1899 y 1901 fue presidente de la asociación empresarial Fomento del Trabajo Nacional, que actuaba como lobby proteccionista. En 1901, siendo todavía presidente de Fomento del Trabajo Nacional, ordenó el cierre patronal de sesenta y nueve fábricas como respuesta al conflicto obrero que había estallado en la cuenca del río Ter; esto provocó que 15000 trabajadores perdieran sus puestos de trabajo, lo que sería aprovechado por los industriales para imponer unas condiciones laborales más duras.
En 1899 mantuvo un enfrentamiento con el gobierno dirigido por Camilo Polavieja y Francisco Silvela, encabezando una campaña que reivindicaba un concierto económico para Cataluña, pero mostró un talante más conciliador durante el posterior conflicto que se conoció como el «cierre de cajas». Elegido vicepresidente de la Asamblea de Cámaras de Comercio de España, en 1900 ejercería como delegado del Gobierno en la Exposición Universal de París. 

También llegaría a formar parte de la junta de gobierno del Banco de Barcelona.

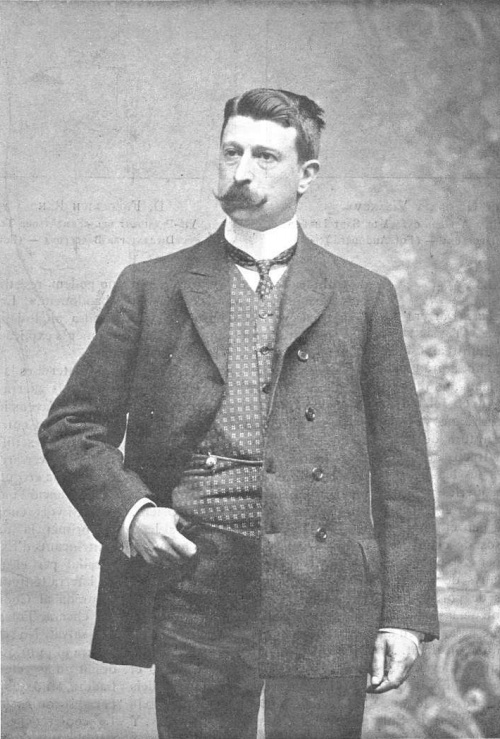
Alberto Rusiñol, por Audouard (c. 1905).

Como consecuencia del enfrentamiento con el gobierno Polavieja se unió junto a otros destacados industriales a la Unió Regionalista, siendo de sus líderes más relevantes. Posteriormente, influido por Enric Prat de la Riba, se afilió a la Lliga Regionalista. En 1902, tras la muerte de Bartolomé Robert —presidente titular de la Lliga—, asumiría la presidencia del partido. Rusiñol era la cabeza visible del sector más conservador y católico de la Lliga, aunque los sectores catalanistas más recalcitrantes no le perdonaban su anterior etapa como cacique del Partido Liberal en Vich. Bajo las siglas del nuevo partido concurrió a numerosos comicios, siendo elegido diputado por el distrito de Vich en las elecciones generales de 1905 y 1923, y por el distrito de Barcelona en las elecciones generales de 1901, 1903, 1914, 1916, 1918, 1919 y 1920. También fue senador por la Sociedad Económica de Amigos del País de Barcelona de 1905 a 1907 y por la provincia de Tarragona de 1907 a 1910. A comienzos de 1902, recién elegido diputado, mantuvo un agrio debate parlamentario con Eduardo Dato a cuenta de la Ley de Accidentes del Trabajo —a la que se oponía—, proponiendo como «saludable alternativa» los logros del montepío patronal de Manlleu. En 1906 participó en la creación de la coalición electoral «Solidaridad Catalana», que agrupaba a diversas fuerzas políticas como la Lliga, republicanos nacionalistas o carlistas. 
Hacia el final de su vida desempeñaría el cargo de presidente del Banco Vitalicio de España, en 1926. 
Falleció en Barcelona el 13 de marzo de 1928 y fue sepultado en el cementerio del Suroeste.

## Familia
Fue hermano del pintor Santiago Rusiñol.